# Trường Trung học phổ thông chuyên Bến Tre
Bài này nói về Trường Trung học Phổ thông Chuyên Bến Tre tại Bến Tre, ngoài ra còn có Trường Trung học Phổ thông Bến Tre tại Vĩnh Phúc, xem thêm Trường Trung học Phổ thông Bến Tre (định hướng)
Trường Trung học Phổ thông Chuyên Bến Tre, là trường đào tạo học sinh năng khiếu của tỉnh Bến Tre (nay là tỉnh Vĩnh Long). Trường là một trong số những trường chuyên được thành lập sớm nhất ở khu vực Đồng bằng sông Cửu Long chỉ sau Trường Trung học phổ thông chuyên Thoại Ngọc Hầu của tỉnh An Giang, cùng năm với Trường Trung học phổ thông chuyên Lý Tự Trọng của thành phố Cần Thơ.

## Giới thiệu sơ lược
- Được thành lập theo QĐ số 121/UB-QĐ ngày 15/2/1990 của UBND Tỉnh Bến Tre với nhiệm vụ phát hiện, đào tạo và bồi dưỡng học sinh (HS) giỏi, HS năng khiếu cho tỉnh nhà. Ngày 31/7/1990, UBND Tỉnh có quyết định đặt tên trường là Phổ thông Trung học Bến Tre, đến năm 2006 được đổi tên là Trường THPT Chuyên Bến Tre.
- Năm học đầu tiên, trường tuyển sinh ba lớp của hai khối 10, 11 từ những học sinh giỏi của các trường phổ thông khác và khai giảng vào tháng 10/1990 với 57 học sinh cùng rất nhiều khó khăn về cơ sở vật chất, đội ngũ. Cơ sở ban đầu đặt tại Trường Bồ Đề (khuôn viên chùa Viên Minh). Năm 1994, trường chuyển về cơ sở số 21 Lê Quý Đôn, Phường 2, Thành phố Bến Tre.
- Tháng 5/2015 trường chuyển về cơ sở mới, với diện tích gần 5 ha tại phường Phú Tân, tp Bến Tre. Cơ sở vật chất khá khang trang và hiện đại, có đầy đủ các khu chức năng phục vụ dạy và học như khu hành chính, khu học tập, phòng bộ môn, sân bóng đá, hồ bơi, nhà tập luyện TDTT; và hiện nay Sở GD&ĐT đang tiến hành hoàn tất thủ tục xây dựng ký túc xá cho HS nội trú ngay trong khuôn viên trường. Việc dạy và học của nhà trường ngày càng ổn định. Hiện nay, trường có 24 lớp của 9  môn chuyên với khoảng 680 học sinh. Đội ngũ cán bộ, giáo viên, nhân viên 87 người, trong đó có 43 Thạc sĩ, 3 chiến sĩ thi đua cấp toàn quốc, 8 nhà giáo ưu tú, 3 huân chương lao động hạng 3
- Là một trong những trường chuyên thành lập sớm nhất của vùng Đồng bằng sông Cửu Long, Trường THPT Chuyên Bến Tre đã trải qua chặng đường hoạt động và gặt hái được những thành tích đáng tự hào.
- Sứ mạng của trường được xác định: "Trường THPT chuyên Bến Tre là nơi đào tạo, bồi dưỡng những học sinh giỏi, tạo tiền đề cho việc bồi dưỡng nguồn nhân lực chất lượng cao cho tỉnh Bến Tre và cho đất nước sau này".

## Lịch sử thành lập
- Đia điểm 21 Lê Quý Đôn là cơ sở chính thức của trường trung học công lập đầu tiên của tỉnh (mở năm 1954). Khuôn viên này từng là trụ sở của các trường với các tên gọi khác nhau qua các thời kì:
- Trường Trung học Công lập Bến Tre
- Trường Trung học Công lập Kiến-Hòa
- Trường Trung học Kiến Hòa
- Trường Trung học Tổng Hợp Lạc Long Quân
- Trường Trung học Phổ thông Nguyễn Đình Chiểu (đã dời về địa điểm mới tại phường Phú Khương từ năm 1994)
- Hiện nay là trường Trung học Phổ thông Chuyên Bến Tre

| Tên trường                            | Thời gian   |
| ------------------------------------- | ----------- |
| Trung-học Công-lập Bến Tre            | 1954 - 1958 |
| Trung-học Công-lập Kiến-Hòa           | 1958 - ?    |
| Trung-học Kiến-Hòa                    | ? - 1975    |
| Trung học Tổng Hợp Lạc Long Quân      | ? - ?       |
| Trung học Phổ thông Nguyễn Đình Chiểu | ? - 1994    |
| Trung học Phổ thông Chuyên Bến Tre    | 1990 - nay  |

- Nếu tính luôn hoạt động của Trường Trung-học Công-lập Bến Tre Kiến-Hòa, Trường Trung-học Kiến-Hòa, Trường Trung học Tổng hợp Lạc Long Quân, Trường Trung học Phổ thông Nguyễn Đình Chiểu trước đó thì trường Trung học phổ thông Chuyên Bến Tre có bề dày truyền thống và lịch sử hơn 50 năm. Với chiếc cổng tam quan truyền thống, mái ngói cong và hai bên với hai hàng câu đối, cổng trường hiện tại của Trường Trung học phổ thông Chuyên Bến Tre vẫn giữ được nét truyền thống đó.

### Trường Trung-học Công-lập Bến Tre / Kiến-Hòa
- Từ 1954 đến 1958: Phát triển bậc đệ nhất cấp.
- Từ 1960 đến 1962: Phát triển bậc đệ nhị cấp.
- Từ 1962 đến 1975: Trường Trung học hoàn chỉnh, đủ các cấp lớp từ đệ thất đến đệ nhất (lớp 6 đến lớp 12).

- Các vị hiệu trưởng: Nguyễn Văn Trinh, Phùng Văn Tài, Nguyễn Đình Phú, Bùi Văn Mạnh, Huỳnh Phú Hiệp, Trần Kim Quế, Phan Thế Chánh.

### Trung học Phổ thông Nguyễn Đình Chiểu
- Sau 30 tháng 4 năm 1975: Trường Kiến-Hòa chuyển sang dạy theo chương trình của chế độ mới và đổi tên thành Trung học Phổ thông Nguyễn Đình Chiểu.
- Năm 1994: trường chuyển về cơ sở mới tại Đại lộ Đồng Khởi, phường Phú Tân, Tp Bến Tre và cho đến bây giờ.

## Những ngày đầu thành lập

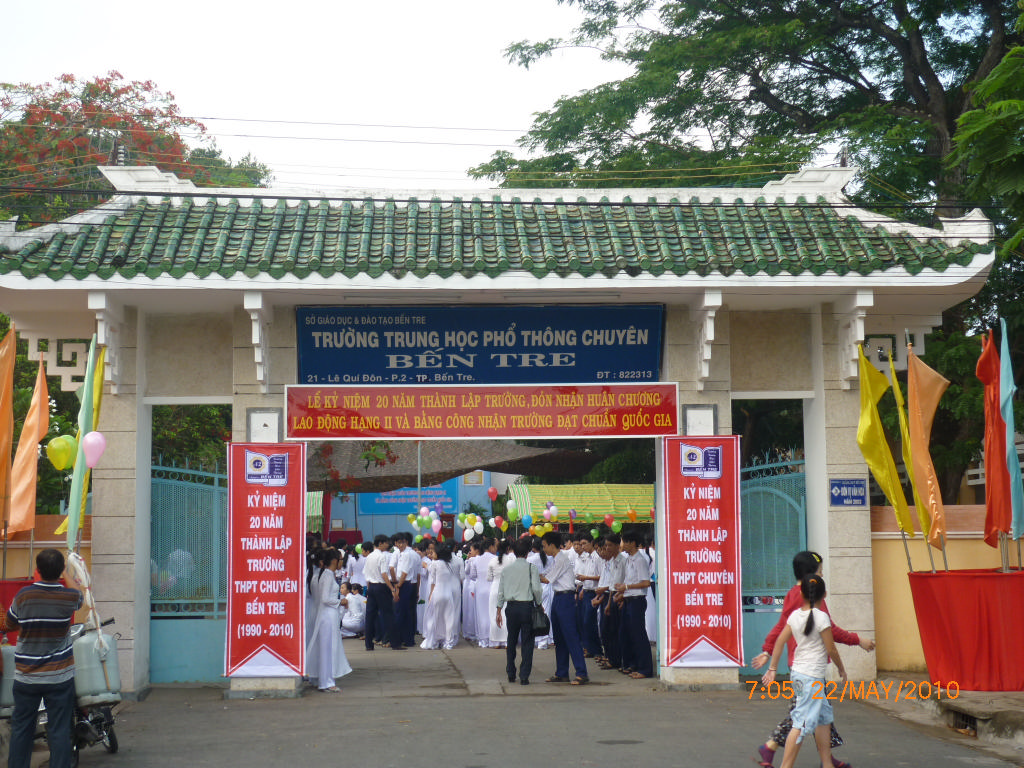
Kỷ niệm 20 năm thành lập, đón nhận Huân chương Lao động hạng II và bằng công nhận trường Đạt chuẩn quốc gia

- Trường Trung học phổ thông Chuyên Bến Tre được thành lập theo quyết định số 121/UB – QĐ ngày 15/02/1990 của UBND tỉnh Bến Tre. Quyết định số 121\UB-QĐ nêu rõ: "Nay thành lập trường Phổ thông trung học Chuyên của tỉnh Bến Tre, đặt tại cơ sở của trường Cán bộ quản lý giáo dục tỉnh".
- Ngày 21/6/1990 Sở GD-ĐT ra quyết định bổ nhiệm thầy Phan Văn Song, cán bộ phòng Phổ thông - Sở Giáo dục Bến Tre, giữ chức vụ Phó hiệu trưởng - Quyền Hiệu trưởng trường Phổ thông trung học Chuyên tỉnh Bến Tre.
- Trường Trung học phổ thông chuyên Bến Tre ban đầu đặt tại cơ sở cũ của Trường cán bộ quản lý giáo dục (trường Tư thục Bồ Đề cũ - trong khuôn viên chùa Viên Minh) và khai giảng năm học đầu tiên theo hệ chuyên vào tháng 10/1990. Ban đầu trường chỉ có vài phòng học với hai lớp gồm 57 học sinh của lớp 10 và lớp 11, 10 cán bộ giáo viên công nhân viên.
- Ngày 15 tháng 2 năm 1990, được lấy làm ngày thành lập trường.
- Năm học đầu tiên 1990 - 1991, trường tuyển sinh 3 lớp (1 lớp 10 Toán, 1 lớp 10 Văn và 1 lớp 11 Toán).
- Năm học 1991 - 1992, trường có tất cả sáu lớp (4 lớp 10 A, B, C và D, 2 lớp 11 A và C, 1 lớp 12 A). Cuối năm học này lứa học sinh đầu tiên của nhà trường ra trường đỗ tốt nghiệp 100%.
- Năm học 1992 - 1993, trường tiếp tục tuyển sinh đầy đủ các ban như năm học 1991-92 nâng tổng số lớp lên thành 10 lớp (4 lớp 10 A, B, C và D; 4 lớp 11 A, B, C và D, 2 lớp 12 A và C)
- Năm học 1994 - 1995 trường dời về cơ sở hiện nay.
- Tháng 5 năm 2010, trường long trọng tổ chức kỷ niệm 20 năm thành lập, đón nhận Huân chương Lao động hạng II và bằng công nhận trường Đạt chuẩn quốc gia.
- Hiện nay, hằng năm, trường tuyển sinh 8 lớp chuyên với 9 môn chuyên: Toán, Tin học, Vật lý, Hóa học, Sinh học, Ngữ văn, Tiếng Anh, Lịch sử và Địa lý.

## Phù hiệu
Chiếc phù hiệu trường là được cách điệu từ hình ảnh quyển vở, bên trái với 2 chữ A - Z tượng trưng cho kiến thức vô tận, trên nền hoa hướng dương, bên phải là dòng chữ tên trường "Trường Trung học Phổ thông Chuyên Bến Tre".

## Mô hình đào tạo
- Là loại hình trường trung học phổ thông chuyên, tuyển chọn học sinh cho các lớp chuyên ở các bộ môn: Toán, Vật lý, Hóa học, Sinh học, Ngữ văn, Lịch sử, Địa lý, Tiếng Anh, Tiếng Pháp, Tin học với các khối lớp 10, 11, 12. Từ năm học 2015 - 2016, trường không còn lớp chuyên môn tiếng Pháp. Hiện tại trường có tổng cộng 9 lớp cho mỗi khối 10, 11, 12 bao gồm: chuyên Toán 1, chuyên Toán 2, chuyên Tin, chuyên Lý, chuyên Hoá, chuyên Sinh, chuyên Văn, chuyên Sử-Địa và chuyên Anh.
- Bên cạnh việc tăng cường giảng dạy chuyên đề, nâng cao chương trình dạy học, tăng cường luyện tập đối với các môn chuyên, cận chuyên và các môn thi ôn tập theo khối thi Đại học nhằm nâng cao chất lượng học sinh, trường còn giảng dạy môn tiếng Pháp (Ngoại ngữ 2) theo nhu cầu lựa chọn ngoại ngữ tự chọ của học sinh.

## Đề án tuyển sinh năm 2025
| Môn chuyên | Số lượng học sinh tuyển vào | Số lớp | Số học sinh mỗi lớp | Tên lớp                |
| ---------- | --------------------------- | ------ | ------------------- | ---------------------- |
| Toán       | 60                          | 2      | 30                  | Lớp Toán 1, lớp Toán 2 |
| Tin học    | 30                          | 1      | 30                  | Lớp Tin                |
| Vật lý     | 30                          | 1      | 30                  | Lớp Lý                 |
| Hoá học    | 30                          | 1      | 30                  | Lớp Hoá                |
| Sinh học   | 30                          | 1      | 30                  | Lớp Sinh               |
| Ngữ văn    | 30                          | 1      | 30                  | Lớp Văn                |
| Lịch sử    | 20                          | 1      | 40                  | Lớp Sử Địa             |
| Địa lý     | 20                          | 1      | 40                  | Lớp Sử Địa             |
| Tiếng Anh  | 35                          | 1      | 35                  | Lớp Anh                |

## Đội ngũ cán bộ
- Đội ngũ gồm hơn 83 cán bộ, giáo viên và công - nhân viên, 100% giáo viên của trường đạt chuẩn theo quy định của Bộ Giáo dục và Đào tạo. Trong đó có hơn 45 giáo viên có học vị thạc sĩ, nhiều giáo viên đạt danh hiệu dạy giỏi cấp tỉnh, nhiều giáo viên tham gia tốt phong trào viết sáng kiến kinh nghiệm, đề tài nghiên cứu khoa học các cấp.

## Hiệu trưởng qua các thời kỳ[2]
| Thời gian          | Hiệu trưởng                              | Học vị               |
| ------------------ | ---------------------------------------- | -------------------- |
| Năm 1990 - 1993    | CH. Phan Văn Song (Q. Hiệu trưởng)       | Cao học Toán         |
| Năm 1993 - 2003    | NGƯT. ThS. Lương Xuân Tiến (Hiệu trưởng) | Thạc sĩ Toán         |
| Năm 2004 - 2014    | TS. Bùi Văn Năm (Hiệu trưởng)            | Tiến sĩ Ngôn ngữ học |
| Năm 2014 - 08/2023 | ThS. Trần Tấn Minh (Hiệu trưởng)         | Thạc sĩ Vật lý       |
| 09/2023 - Nay      | ThS. Nguyễn Minh Chí (Hiệu trưởng)       | Thạc sĩ PPGD Lịch Sử |

## Cơ sở vật chất
- Tháng 7 năm 2009: UBND Tỉnh đã có chủ trương xây dựng mới một trường Trung học phổ thông Chuyên Bến Tre hiện đại.
- Tháng 5 năm 2015, khuôn viên trường mới được đưa vào sử dụng chính thức.
- Khuôn viên 5.400m² với 2 dãy phòng học lý thuyết, 1 dãy phòng học thực hành, 1 dãy phòng tổ bộ môn, 1 dãy phòng văn phòng, 2 hội trường, nhà thi đấu thể dục thể thao đa năng, sân bóng đá, tennis, hồ bơi,... và ký túc xá dành cho học sinh. Trường có đầy đủ phòng học, thư viện đạt chuẩn quốc gia, 3 phòng máy thực hành Tin học, 6 phòng thí nghiệm Vật lý, Hóa học, Sinh học - Công nghệ được trang bị hệ thống trang thiết bị, phương tiện thực hành, giảng dạy đầy đủ và hiệu quả. Phòng học lý thuyết được trang bị hệ thống máy chiếu projector, ngoài ra còn có phòng nghe nhìn dành cho các môn Ngoại ngữ. Ngoài ra, trường còn có 2 hội trường (Hội trường lớn và hội trường nhỏ). Trong đó, hội trường lớn có sức chứa 1000 chỗ ngồi và hội trường nhỏ với sức chứa khoảng 200 chỗ ngồi phục vụ cho nhiều hoạt động của nhà trường.

## Cơ cấu tổ chức

### Ban Chấp hành Đảng bộ bộ phận trường THPT Chuyên Bến Tre[3]
| Chức vụ                                      | Họ và tên                    |
| -------------------------------------------- | ---------------------------- |
| UVBCH Đảng uỷ Sở GDĐT Bí Thư Đảng bộ bộ phận | Đồng chí Nguyễn Minh Chí     |
| Phó Bí Thư Đảng bộ bộ phận                   | Đồng chí Phạm Cẩm Thuý       |
| Đảng ủy viên                                 | Đồng chí Nguyễn Văn Thời     |
| Đảng ủy viên                                 | Đồng chí Cao Thị Hồng Nhung  |
| Đảng ủy viên                                 | Đồng chí Nguyễn Bùi Duy Linh |
| Đảng ủy viên                                 | Đồng chí Lê Thị Thanh Trúc   |
| Đảng ủy viên                                 | Đồng chí Nguyễn Văn Thắng    |

### Ban Lãnh đạo nhà trường
| Chức vụ         | Họ và tên               |
| --------------- | ----------------------- |
| Hiệu trưởng     | ThS. Nguyễn Minh Chí    |
| Phó Hiệu trưởng | ThS. Phan Ngọc Trọng    |
| Phó Hiệu trưởng | NGƯT ThS. Phạm Cẩm Thúy |

### Các tổ chuyên môn
| Tổ chuyên môn         | Tổ trưởng                       | Tổ phó                      |
| --------------------- | ------------------------------- | --------------------------- |
| Tổ Toán - Tin         | Thầy Lê Thanh Hải               | Thầy Võ Sĩ Hóa              |
| Tổ Toán - Tin         | Thầy Lê Thanh Hải               | ThS. Nguyễn Thanh Thiên     |
| Tổ Ngữ văn            | ThS. Trần Khánh Linh            | ThS. Nguyễn Thị Phương Thảo |
| Tổ Thể dục - GDQP     | ThS. Võ Trường Thạnh            | ThS. Nguyễn Bùi Duy Linh    |
| Tổ Hóa học            | ThS. Phạm Văn Toàn Em           | ThS. Nguyễn Văn Dư          |
| Tổ Sử - Địa - GDCD    | NGƯT. ThS. Nguyễn Thị Tuyết Mai | ThS. Lê Xinh Nhân           |
| Tổ Vật lý - Công nghệ | NGƯT. Võ Trọng Biên             | ThS. Lê Duy Nhất            |
| Tổ Ngoại ngữ          | ThS. Đặng Thị Bích Thư          | ThS. Lê Văn Tấn             |
| Tổ Sinh học           | ThS. Lê Thị Hoàng Hạnh          | ThS. Nguyễn Thị Hồng Hạnh   |

## Tổ chức chính trị xã hội, các câu lạc bộ và chương trình học thuật

### Đoàn trường THPT Chuyên Bến Tre
Là một tổ chức chính trị - xã hội trong nhà trường đóng vai trò quan trọng trong các hoạt động chính trị, giáo dục, truyền thống, đạo đức, ý thức, trách nhiệm đồng thời định hướng giá trị của đoàn viên, thanh niên theo lý tưởng của Đảng Nhà Nước và Chủ tịch Hồ Chí Minh lựa chọn.
Đoàn trường là nòng cốt chủ yếu trong việc chịu trách nhiệm pháp luật, tổ chức các phong trào của Đoàn Thanh Niên nói chung và các phong trào đặc trưng của Trường Chuyên nói riêng. Ngoài ra, cũng như cho phép hoạt động và duy trì các câu lạc bộ khác nhau trong phạm vi thuộc Đoàn trường, nhằm tạo ra nhiều sân chơi bổ ích, năng động, lành mạnh cho các bạn Đoàn viên, học sinh có cơ hội được giao lưu, trải nghiệm, vui chơi và học hỏi cùng nhau.
Năm bắt đầu: 1990 (Đây cũng là năm thành lập trường).
Cơ cấu BCH gồm 4 ban: Truyền Thông, Sự kiện, Nội dung và Nhân sự.
Đường dẫn liên hệ: https://www.facebook.com/doantruongcbt/
Bí thư Đoàn trường THPT Chuyên Bến Tre những năm gần đây
| Nhiệm kỳ    | Họ và tên                    | Chức danh | Lớp       |
| ----------- | ---------------------------- | --------- | --------- |
| 2016 - 2017 | Đồng chí Trần Minh Chí       | Bí thư    | 11 Toán   |
| 2017 - 2018 | Đồng chí Lê Võ Khánh Duy     | Bí thư    | 11 Toán   |
| 2018 - 2019 | Đồng chí Nguyễn Duy          | Bí thư    | 11 Toán   |
| 2019 - 2020 | Đồng chí Phan Ngô Khả Nhi    | Bí thư    | 12 Anh    |
| 2020 - 2021 | Đồng chí Phạm Hữu Dư         | Bí thư    | 11 Toán   |
| 2021 - 2022 | Đồng chí Nguyễn Anh Tâm      | Bí thư    | 11 Toán   |
| 2022 - 2023 | Đồng chí Huỳnh Ngọc Anh Thy  | Bí thư    | 11 Sử-Địa |
| 2023 - 2024 | Đồng chí Nguyễn Trần Đức Huy | Bí thư    | 11 Sinh   |
| 2024 - 2025 | Đồng chí Nguyễn Ngọc Anh Thư | Bí thư    | 11 Toán   |

### Câu lạc bộ Truyền thông - Humans of CBT
Đây là câu lạc bộ truyền thông của trường đồng thời là sân chơi quy tụ các bạn học sinh có niềm đam mê, yêu thích với các công việc liên quan đến lĩnh vực truyền thông như: sản xuất phim ngắn, phỏng vấn hoặc chụp ảnh, ghi hình trong các sự kiện lớn của trường.
Cơ cấu CLB gồm 3 ban: Media, Content, Productions & Communications.
Đường dẫn liên hệ: https://www.facebook.com/HumansofCBT

### Câu lạc bộ Âm nhạc - Music of CBT
Là một câu lạc bộ quy tụ các bạn học sinh có năng khiếu, sở thích ca hát, biểu diễn nghệ thuật và các loại nhạc cụ. Đồng thời đây cũng là một sân chơi âm nhạc lành mạnh, năng động cho các bạn học sinh, giúp nuôi dưỡng, thỏa sức đam mê và mang lại sự tự tin khi trình diễn trên sân khấu.
Bên cạnh đó CLB là nhân tố quan trọng cho các tiết mục Văn nghệ trong các sự kiện lớn của trường như: Lễ Đón Tân Học Sinh, Lễ Khai Giảng, Lễ 20/11, Lễ Tổng Kết ….
Ngoài ra CLB còn đứng ra tổ chức cho các sự kiện như: CBT's Got Talent, các dự án thiện nguyện đến Trại Trẻ Mồ Côi, Trường Khuyết Tật, ... từ đó góp phần xây dựng một MoC vững mạnh và phát triển, có vai trò mang đến những sản phẩm nghệ thuật, giá trị tinh thần cho các CBT-ers nói riêng và Cộng Đồng nói chung.
Cơ cấu CLB gồm 4 ban: Hát, Nhảy, Nhạc cụ, Truyền Thông.
Đường dẫn liên hệ: https://www.facebook.com/MusicOfCBT

### Câu lạc bộ Tranh biện - YUS Debate Club
Đây là câu lập bộ Tranh biện của trường THPT Chuyên Bến Tre. Là một môi trường thú vị quy tụ các em học sinh có sở thích và niềm đam mê với hoạt động tranh biện. Đồng thời cũng là nơi giúp các em học sinh rèn luyện tố chất, tư duy logic và phát triển hơn nữa kỹ năng tranh biện của bản thân. CLB hoạt động với mong muốn tuyển chọn những em học sinh có kỹ năng tốt tham gia các cuộc thi tranh biện.
Cơ cấu CLB gồm 4 ban: Nhân sự - Đối ngoại, Sự kiện, Nội dung, Truyền thông.
Đường dẫn liên hệ: https://www.facebook.com/yusdebateclub

### Câu lạc bộ Phát thanh - Voice of CBT
Đây là câu lạc bộ Phát thanh trường THPT Chuyên Bến Tre, là ngôi nhà chung của những bạn học sinh có niềm đam mê, yêu thích trong lĩnh vực phát thanh, tuyên truyền, sáng tạo, tổ chức các sự kiện, các cuộc thi khác nhau… Đặc biệt CLB còn tổ chức chuyên mục “Send Us Your Melody”, nơi mà mọi người có thể gửi gắm những bài hát, những câu chuyện, thông điệp đến với nhau vào các buổi sáng trong tuần .
Cơ cấu CLB gồm 4 ban: Phát thanh, Kĩ thuật, Biên tập, Sự kiện.
Đường dẫn liên hệ: https://www.facebook.com/vocbt

### Câu lạc bộ Tiếng Anh - CBT’s English Speaking Club
Đây là câu lạc bộ chuyên môn do tổ Ngoại ngữ kết hợp quản lý. CLB hoạt động nhằm mang đến cho tất cả mọi người những kiến thức tiếng Anh bổ ích, tạo sân chơi lành mạnh, sáng tạo cho các bạn học sinh, để truyền cảm hứng, thỏa mãn niềm đam mê, trao dồi và nâng cao khả năng tiếng Anh - một trong những ngôn ngữ phổ biến, đóng vai trò quan trọng nhất hiện nay.
Thành lập: Năm 2014, trải qua 9 năm hoạt động. Từ đó câu lạc bộ đặc trưng, tiêu biểu của khối Anh trường THPT Chuyên Bến Tre.
Cơ cấu CLB gồm 7 ban: Content, Event organizer, Public relations, External relations, Human resources, Design, Set-up.
Sự kiện tiêu biểu: Đêm hội Halloween tổ chức hằng năm: Là dịp để các CBT-ers tận hưởng, vui chơi trong bầu không khí lễ hội qua các màn hóa trang độc đáo, mới lạ và tiết mục biểu diễn mãn nhãn, đặc sắc. Hằng năm, sự kiện này nhận được rất nhiều sự quan tâm, ủng hộ và hưởng ứng của đông đảo quý phụ huynh, giáo viên, học sinh CBT và cả các trường khác trong khu vực.
Đường dẫn liên hệ: https://www.facebook.com/EngSpeakingClub/

### Câu lạc bộ Việc tử tế - Benevolence of CBT
Một tổ chức xã hội phi lợi nhuận chịu trách nhiệm tạo ra các hoạt động thiện nguyện cho học sinh trong và ngoài nhà trường cùng nhau tham gia, với mong muốn xây dựng, bồi đắp, và rèn luyện phẩm chất tốt đẹp cho các bạn tham gia thông qua các hoạt động ý nghĩa trên. Đồng thời góp phần cùng nhau lan tỏa những giá trị tương thân tương ái đến với cộng đồng.
Cơ cấu CLB gồm 3 ban: Nội dung-Nhân sự, Truyền thông và Hậu cần
Đường dẫn liên hệ: https://www.facebook.com/beoc.cbt

### Chương trình học thuật Thách Thức Trí Tuệ
Là một chương trình học thuật do BCH Đoàn trường phối hợp cùng Đội ngũ Cựu học sinh tổ chức vào đầu mỗi năm học. Thông qua chương trình, ban tổ chức sẽ tạo ra một sân chơi kiến thức bổ ích, giúp các em học sinh có cơ hội giao lưu, học hỏi, kiểm tra và nâng cao hiểu biết . Đặc biệt, học sinh Quán quân của cuộc thi sẽ đại diện trường tham dự chương trình Đường lên đỉnh Olympia của Đài Truyền hình Việt Nam.
Năm bắt đầu: 2017 (Đã qua 6 mùa tổ chức 2017, 2018, 2019, 2020, 2021, 2022 ).
Ban tổ chức hiện tại: Theo quyết định của Ban Giám hiệu Nhà trường, gồm 04 ban: Hậu cần, Nội dung, Kỹ thuật và Truyền thông - Sự kiện
Đường dẫn liên hệ: https://www.facebook.com/thachthuctritue/

## Khen thưởng
- Năm 2002: Cờ thi đua xuất sắc của Chính phủ
- Năm 2003: Huân chương lao động hạng Ba
- Năm 2008: Cờ thi đua xuất sắc của Chính phủ
- Ngày 22 tháng 5 năm 2010: Huân chương lao động hạng Nhì
- Năm 2014: Huân chương Lao động hạng Nhất

## Những thành tích tiêu biểu

### Năm học 2006 - 2007
- 128 học sinh đạt giải tại kỳ thi học sinh giỏi lớp 12 cấp tỉnh.
- 23 huy chương tại kỳ thi học sinh giỏi ĐBSCL (hạng 2/13 tỉnh ĐBSCL).
- 32 huy chương tại kỳ thi học sinh giỏi Olympic lớp 10 và 11(hạng 10/52 đoàn tham dự).
- 13 giải cuộc thi học sinh giỏi toán bằng máy tính Casio lớp 12 cấp tỉnh.
- Tốt nghiệp Trung học phổ thông đỗ 100%, gần 70% đỗ vào đại học.

### Năm học 2007 - 2008
- Học sinh giỏi và khá chiếm 99,4%.
- 100% học sinh thi đỗ tốt nghiệp Trung học phổ thông, trong đó có 76/191 học sinh tốt nghiệp loại giỏi.
- 11 học sinh thi tốt nghiệp tú tài tiếng Pháp được tuyển chọn du học ở Cộng hoà Pháp.
- Trên 85% học sinh của trường đậu vào nguyện vọng 1 các trường đại học.
- Tháng 3 năm 2009, 1 học sinh của trường đã đạt giải nhất tháng cuộc thi "Đường lên đỉnh Olympia".
- Kỳ thi học sinh giỏi OLYMPIC 30-4 lần thứ XV năm 2009. Trường Chuyên Bến Tre đoạt 43 huy chương, gồm 10 huy chương vàng, 16 huy chương bạc và 17 huy chương đồng. Tăng 6 chiếc huy chương (trong đó tăng 4 huy chương vàng) so với năm 2008. Xếp hạng thứ 3/84 tính theo số huy chương, xếp hạng thứ 4/84 tính theo tổng số điểm, xếp thứ 8/84 tính theo số huy chương vàng đạt được.

### Năm học 2008 - 2009
Năm học 2008 - 2009, Trường Trung học phổ thông Chuyên Bến Tre dẫn đầu các trường Trung học phổ thông Chuyên khu vực đồng bằng sông Cửu Long như:
- 24 giải kỳ thi học sinh giỏi cấp quốc gia.
- 13 giải kỳ thi giải toán trên máy tính Casio khu vực phía Nam.
- 43 Huy chương các loại kỳ thi học sinh giỏi Olympic 30/4 khu vực các tỉnh phía Nam, xếp hạng 8/84 trường dự thi.
- 1 học sinh giỏi toán được tuyển chọn dự thi vào đội tuyển quốc gia dự thi quốc tế vào ngày 18/4/2009.

### Năm học 2009 - 2010
- Ngày 31 tháng 1 năm 2010: dự thi Học sinh Giỏi Đồng bằng sông Cửu Long đạt 11 huy chương vàng, 7 huy chương bạc và 8 huy chương đồng, dẫn đầu trong các đoàn tham dự.
- Kỳ thi Olympic 30/4 tại Tp Hồ Chí Minh trường đạt được 38 huy chương (gồm 8 vàng, 17 bạc và 13 đồng), xếp hạng thứ 11/96 trường tham gia, tiếp tục là trường dẫn đầu trong khu vực Đồng Bằng Sông Cửu Long.
- Kỳ thi Học sinh giỏi Quốc gia, trường đạt được 30 giải (tăng 5 so với năm học trước gồm 1 giải nhì môn Văn, 13 giải ba và 16 giải khuyến khích).

### Năm học 2014 - 2015
- Kỳ thi Olympic 30/4 tại Tp Hồ Chí Minh trường đạt được 29 huy chương, trong đó có 9 vàng, 14 bạc và 6 đồng, xếp hạng thứ 13 toàn đoàn, dẫn đầu trong khu vực Đồng bằng Sông Cửu Long.
- Kỳ thi Học sinh giỏi Quốc gia, trường đạt 11 giải (giảm 11 giải so với năm học trước gồm 2 giải Nhì môn Lý, 4 giải Ba và 5 giải Khuyến khích).

### Năm học 2015 - 2016
Kỳ thi Học sinh giỏi Quốc gia, trường đạt 9 giải (giảm 2 giải so với năm học trước gồm 1 giải Nhì môn Văn, 2 giải Ba môn Hóa, 1 giải Ba môn Sinh và 5 giải Khuyến khích).

### Năm học 2016 - 2017
- Kỳ thi Olympic 30/4 lần thứ 23 tại Trường THPT Chuyên Lê Hồng Phong (Tp Hồ Chí Minh), trường đạt được 43 huy chương, trong đó có 8 huy chương vàng, 20 huy chương bạc và 15 huy chương đồng.
- Kỳ thi chọn học sinh giỏi Quốc gia năm 2017, trường đạt 16 giải (tăng 7 giải so với năm học trước gồm 1 giải Ba môn Toán, 2 giải Ba môn Hóa, 1 giải Ba môn Sinh, 1 giải Ba môn Tin, 1 giải Ba môn Tiếng Anh và 10 giải Khuyến khích).

### Năm học 2017 - 2018
- Kỳ thi chọn học sinh giỏi Quốc gia năm 2018, trường đạt 4 giải (gồm 1 giải Ba môn Sinh, 1 giải Khuyến khích môn Toán, 1 giải Khuyến khích môn Địa và 1 giải Khuyến khích môn Tiếng Anh, giảm 12 giải so với năm học trước).
- Kỳ thi Olympic 30/4 lần thứ 24 tại Trường THPT Chuyên Lê Hồng Phong (Tp Hồ Chí Minh), trường đạt được 46 huy chương, trong đó có 11 huy chương vàng, 17 huy chương bạc và 18 huy chương đồng.
- Kỳ thi Trại hè phương Nam dành cho các tỉnh, thành thuộc Đồng bằng Sông Cửu Long lần thứ 5 tại Trường THPT Chuyên Huỳnh Mẫn Đạt (Tỉnh Kiên Giang), trường đạt được 25 huy chương, trong đó có 8 huy chương vàng, 8 huy chương bạc và 9 huy chương đồng.

### Năm học 2018 - 2019
- Kỳ thi chọn học sinh giỏi Quốc gia năm 2019, trường đạt 17 giải (tăng 13 giải so với năm học trước, gồm 1 giải Nhất môn Toán, 1 giải Nhì môn Toán, 1 giải Nhì môn Lý, 1 giải Nhì môn Hóa, 1 giải Ba môn Toán, 1 giải Ba môn Tin và 11 giải Khuyến khích. Đây là năm đội tuyển Toán của trường có thành tích tốt nhất.
- Kỳ thi Olympic 30/4 lần thứ 25 tại Trường THPT Chuyên Lê Hồng Phong (Tp Hồ Chí Minh), trường đạt tổng cộng 40 huy chương, trong đó có 10 huy chương vàng, 19 huy chương bạc và 11 huy chương đồng.

### Năm học 2023 - 2024
- Kỳ thi chọn học sinh giỏi Quốc gia năm 2024, trường đạt 15 giải gồm 1 giải Nhì môn Sinh, 2 giải Nhì môn Địa, 1 giải Ba môn Tin, 1 giải Ba môn Sử, 1 giải Ba môn Tiếng Anh và 10 giải Khuyến khích.
- Kỳ thi Olympic truyền thống 30/4 lần thứ 28 tại Trường THPT Chuyên Lê Quý Đôn (Bà Rịa - Vũng Tàu), trường đạt tổng cộng 46 huy chương, trong đó có 14 huy chương vàng, 15 huy chương bạc và 17 huy chương đồng. Qua đó, xếp thứ 18/75 đoàn tham dự.

### Năm học 2024 - 2025
- Kỳ thi chọn học sinh giỏi Quốc gia năm 2025, trường đạt 25 giải gồm 10 giải Ba, 15 giải Khuyến khích, theo danh sách bên dưới:
| STT | Họ và tên học sinh    | Lớp     | Môn đoạt giải | Giải         |
| --- | --------------------- | ------- | ------------- | ------------ |
| 1   | Nguyễn Huỳnh Minh Như | 12 Sinh | Sinh học      | Giải Ba      |
| 2   | Nguyễn Tấn Phát       | 12 Sinh | Sinh học      | Giải Ba      |
| 3   | Mai Trần Thế Quân     | 11 Sinh | Sinh học      | Giải Ba      |
| 4   | Nguyễn Quỳnh An       | 12 Văn  | Ngữ văn       | Giải Ba      |
| 5   | Phan Nguyễn Bình An   | 11 Văn  | Ngữ văn       | Giải Ba      |
| 6   | Nguyễn Phạm Tố Linh   | 12 Sử   | Lịch sử       | Giải Ba      |
| 7   | Trần Ngọc Yến Nhi     | 12 Địa  | Địa lý        | Giải Ba      |
| 8   | Nguyễn Ngọc Như Ý     | 11 Địa  | Địa lý        | Giải Ba      |
| 9   | Nguyễn Khắc Vĩ        | 11 Anh  | Tiếng Anh     | Giải Ba      |
| 10  | Trần Thiện Trí        | 11 Anh  | Tiếng Anh     | Giải Ba      |
| 11  | Trương Lê Đan Chi     | 12 Toán | Toán          | Khuyến khích |
| 12  | Nguyễn Tiến Lộc       | 12 Toán | Toán          | Khuyến khích |
| 13  | Nguyễn Minh Thuận     | 11 Lý   | Vật lý        | Khuyến khích |
| 14  | Nguyễn Thị Thanh Vy   | 12 Sinh | Sinh học      | Khuyến khích |
| 15  | Tô Minh Khôi          | 12 Tin  | Tin học       | Khuyến khích |
| 16  | Võ Minh Long          | 12 Tin  | Tin học       | Khuyến khích |
| 17  | Huỳnh Phương Anh      | 12 Văn  | Ngữ văn       | Khuyến khích |
| 18  | Đỗ Hoàng Thanh Ngân   | 12 Văn  | Ngữ văn       | Khuyến khích |
| 19  | Ngô Uyên Nhi          | 11 Văn  | Ngữ văn       | Khuyến khích |
| 20  | Nguyễn Phước Huy      | 11 Sử   | Lịch sử       | Khuyến khích |
| 21  | Đỗ Huỳnh Uyên Nhi     | 11 Sử   | Lịch sử       | Khuyến khích |
| 22  | Phan Ngọc Phương Vy   | 11 Sử   | Lịch sử       | Khuyến khích |
| 23  | Nguyễn Ngọc Quế Hương | 11 Địa  | Địa lý        | Khuyến khích |
| 24  | Nguyễn Thị Kim Khánh  | 12 Địa  | Địa lý        | Khuyến khích |
| 25  | Ngô Quang Vũ          | 12 Anh  | Tiếng Anh     | Khuyến khích |

- Kỳ thi Olympic truyền thống 30/4 lần thứ 29 tại Trường THPT Chuyên Lê Hồng Phong (Tp Hồ Chí Minh) trường xuất sắc đạt tổng cộng 48 huy chương, trong đó 19 huy chương vàng, 18 huy chương bạc, 11 huy chương đồng. Qua đó xếp thứ 9/97 đoàn tham dự, đứng đầu khu vực Đồng bằng sông Cửu Long. Môn Ngữ Văn khối 11 là môn có thành tích tốt nhất với 3 huy chương vàng.

## Thi Đại học
- Trường có điểm thi Đại học và điểm thi THPT Quốc gia hàng năm cao.
- Năm 2009, Cục Công nghệ Thông tin (Bộ GD&ĐT) vừa công bố danh sách top 201 trường Trung học phổ thông có điểm thi cao nhất nước dựa vào kết quả điểm thi vào các trường Đại học, trường Trung học phổ thông Chuyên Bến Tre xếp hạng 46 toàn quốc.
- Năm 2010, trường lại tiếp tục lọt vào top 200 trường Trung học phổ thông có điểm thi đại học cao nhất nước, và xếp hạng 44/200.
- Năm 2014, theo thống kê 200 trường THPT có điểm thi ĐH cao nhất của Cục CNTT (Bộ GD&ĐT), trường xếp hạng 21/200.

## Cựu học sinh[17]
- Nguyễn Hữu Khoa Nguyên (khóa 1990-1992) đã tốt nghiệp thủ khoa trường Đại học Y Dược TP Hồ Chí Minh và được giữ lại làm cán bộ giảng dạy.
- Nguyễn Ngọc Ái Vân (khóa 1998-2001), Giải khuyến khích Toán QG năm 2001 và hiện đang là nghiên cứu sinh Tiến sĩ tại Canada.
- Nguyễn Tiến Dũng (Chuyên Toán khóa 2001-2004) Giải nhất toán QG năm 2004 và hiện đang là nghiên cứu sinh Tiến sĩ tại Mỹ.
- Võ Hoàng Hải (Chuyên Toán khóa 2004-2007), giải nhì Toán QG, thủ khoa tuyển sinh trường Đại học Bách Khoa TP Hồ Chí Minh.
- Chỉ trong năm 2009, trường có 3 thủ khoa tuyển sinh Đại học: Dương Thị Hồng Châu (ĐH Sư phạm TP Hồ Chí Minh), Đoàn Nhựt Tân (ĐH Công nghiệp TP HCM), Nguyễn Trần Minh Quân (ĐH Cần Thơ)
- Huỳnh Thanh Nhàn (Chuyên Anh khóa 2009-2012), tốt nghiệp loại xuất sắc cử nhân ngành Tài chính tại Đại học Ngân hàng TPHCM, thủ khoa Thạc sĩ Tài Chính - Ngân hàng tại Đại học công nghệ Swinburne, Úc và hiện đang là Nghiên cứu Tiến sĩ ngành Tài chính ứng dụng với Học bổng toàn phần tại Đại học Macquarie, Úc.
- Lê Thiện Anh (Chuyên Sử khóa 2009-2012) đạt Giải Nhất Lịch sử cấp Quốc gia năm 2012, tốt nghiệp cử nhân Luật trường Đại học Luật TP Hồ Chí Minh.
- Phạm Khánh Duy (Chuyên Toán khóa 2020-2023) đạt Thủ khoa kỳ thi Tốt nghiệp THPT Quốc gia năm 2023 của tỉnh Bến Tre, Thủ khoa đầu vào trường Đại học Bách Khoa - ĐHQG TP. Hồ Chí Minh.

## Hình ảnh

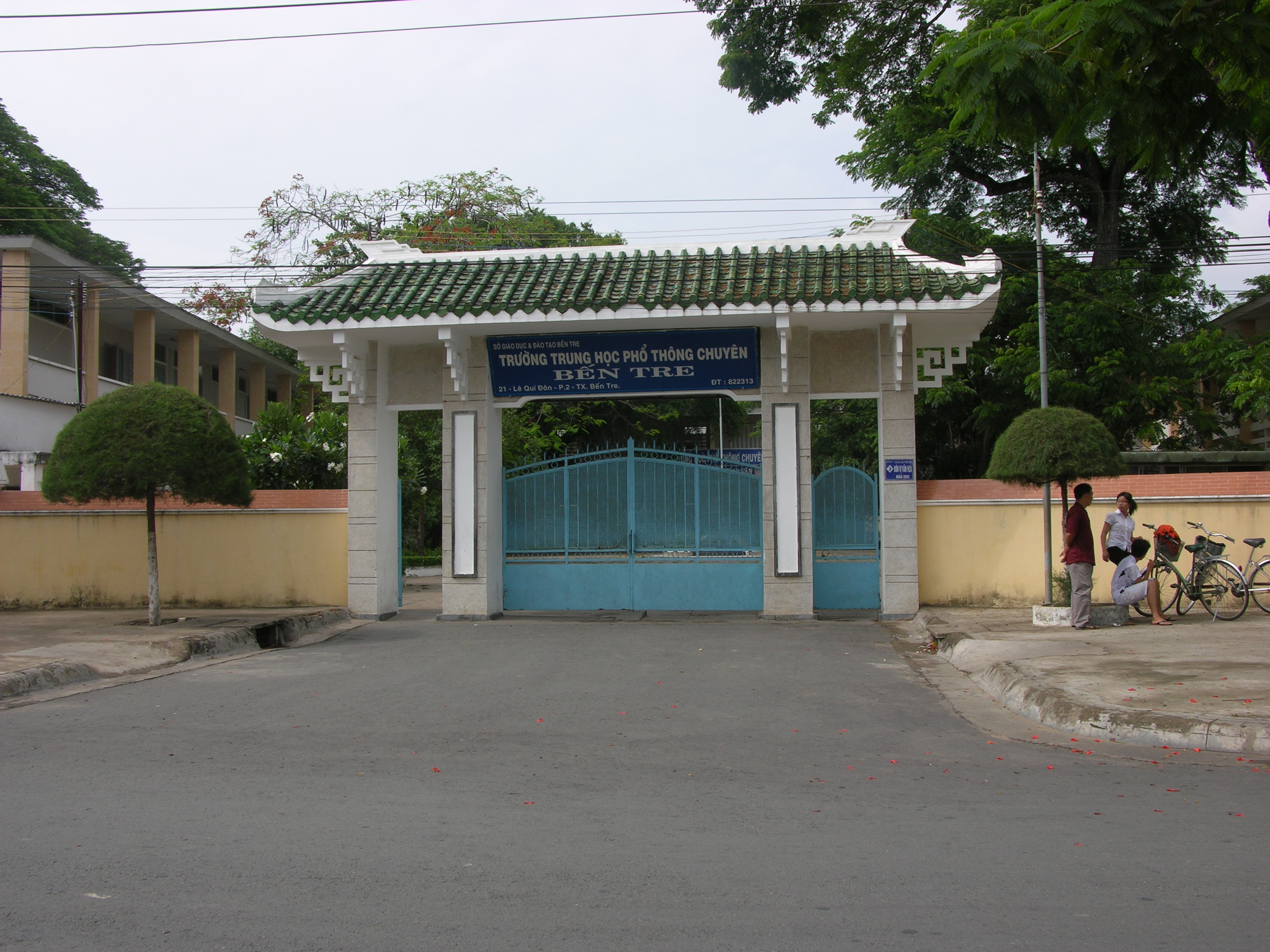
Cổng Trường Chuyên Bến Tre (2008)